# Music Kills Me
Albums de Rinôçérôse
Installation Sonore Schizophonia
Music Kills Me est un album du groupe Rinôçérôse. Il est sorti en 2002,,,,. Il atteint la 45e place des ventes en France et la 42e en Belgique.

## Liste des titres
| 1.    | Le Rock Summer               | 4:01 |
| 2.    | Music Kills Me               | 6:04 |
| 3.    | It's Time To Go Now          | 5:30 |
| 4.    | Lost Love                    | 4:29 |
| 5.    | Dead Flowers                 | 5:55 |
| 6.    | Résurrection D'une Idole Pop | 4:06 |
| 7.    | Professeur Suicide           | 6:55 |
| 8.    | No, We Are Not Experienced!  | 5:43 |
| 9.    | Brian Jones: Last Picture    | 5:34 |
| 10.   | Obsèques D'un Guitar Hero    | 4:22 |
| 11.   | Dead Can Dance               | 3:49 |
| 12.   | Highway To Heaven            | 4:07 |
| 60:35 |                              |      |